# Sienik czarnobiodry
Sienik czarnobiodry (Heterogaster cathariae) – gatunek pluskwiaka z podrzędu różnoskrzydłych i rodziny sienikowatych. Zamieszkuje krainę palearktyczną od Półwyspu Iberyjskiego i Afryki Północnej po Chiny.

## Taksonomia
Gatunek ten opisany został po raz pierwszy w 1778 roku przez Johanna A.E. Goeze pod niebinominalną nazwą Cimex griseo-nigroque variegetas. Za ważny uznaje się epitet gatunkowy nadany w kombinacji Cimex cathariae w 1785 roku przez Étienne Louisa Geoffroy’a w publikacji autorstwa Antoine’a-François de Fourcroy’a. W rodzaju Heterogaster jako pierwszy umieścił go Gottlieb August Wilhelm Herrich-Schäffer pod synonimiczną nazwą Heterogaster rufescens.

## Morfologia
Pluskwiak o ciele owalnym w zarysie. Odróżnia się od sienika pokrzywnika głową i odnóżami nieporośniętymi długimi, wyprostowanymi szczecinkami oraz obecnością dwóch, a nie trzech ciemnych obrączek na goleniach. Od podobnego sienika południowca gatunek ten odróżnia się całkowicie ciemnymi, nie zaś dwubarwnymi czułkami.

## Ekologia i występowanie
Sienik ten należy do mezofilnych gatunków siedlisk otwartych. Jest fitofagiem ssącym soki roślinne. Do jego roślin pokarmowych należą kocimiętki, melisy i szałwie.
Gatunek palearktyczny. W Europie znany jest z Portugalii, Hiszpanii, Andory, Francji, Belgii, Niemiec, Szwajcarii, Austrii, Włoch, Polski, Czech, Słowacji, Węgier, Ukrainy, Mołdawii, Rumunii, Bułgarii, Chorwacji, Bośni i Hercegowiny, Czarnogóry, Serbii, Grecji oraz europejskiej części Rosji. W Afryce Północnej zamieszkuje Maroko, Algierię i Libię. W Azji występuje na Cyprze, w Turcji, Syrii, Gruzji, Armenii, Azerbejdżanie, Kazachstanie, Turkmenistanie, Uzbekistanie, Tadżykistanie, Kirgistanie, Iranie i Chinach.
W Polsce po raz pierwszy odnaleziony został w 1954 roku w Krakowie, jednak rekord ten opublikowano dopiero w 2006 roku. Do 2020 roku stwierdzony został ponadto na pojedynczych stanowiskach na Dolnym Śląsku, Nizinie Wielkopolsko-Kujawskiej i Nizinie Mazowieckiej.
Na „Czerwonej liście gatunków zagrożonych Republiki Czeskiej” umieszczony jest jako gatunek narażony na wymarcie (VU). Z kolei na „Czerwonej liście pluskwiaków różnoskrzydłych Styrii” umieszczony został ze statusem gatunku krytycznie zagrożonego (CR).